# Fonte das Mentiras
A Fonte das Mentiras é um monumento situado junto à vila de Aljezur, na região do Algarve, em Portugal.

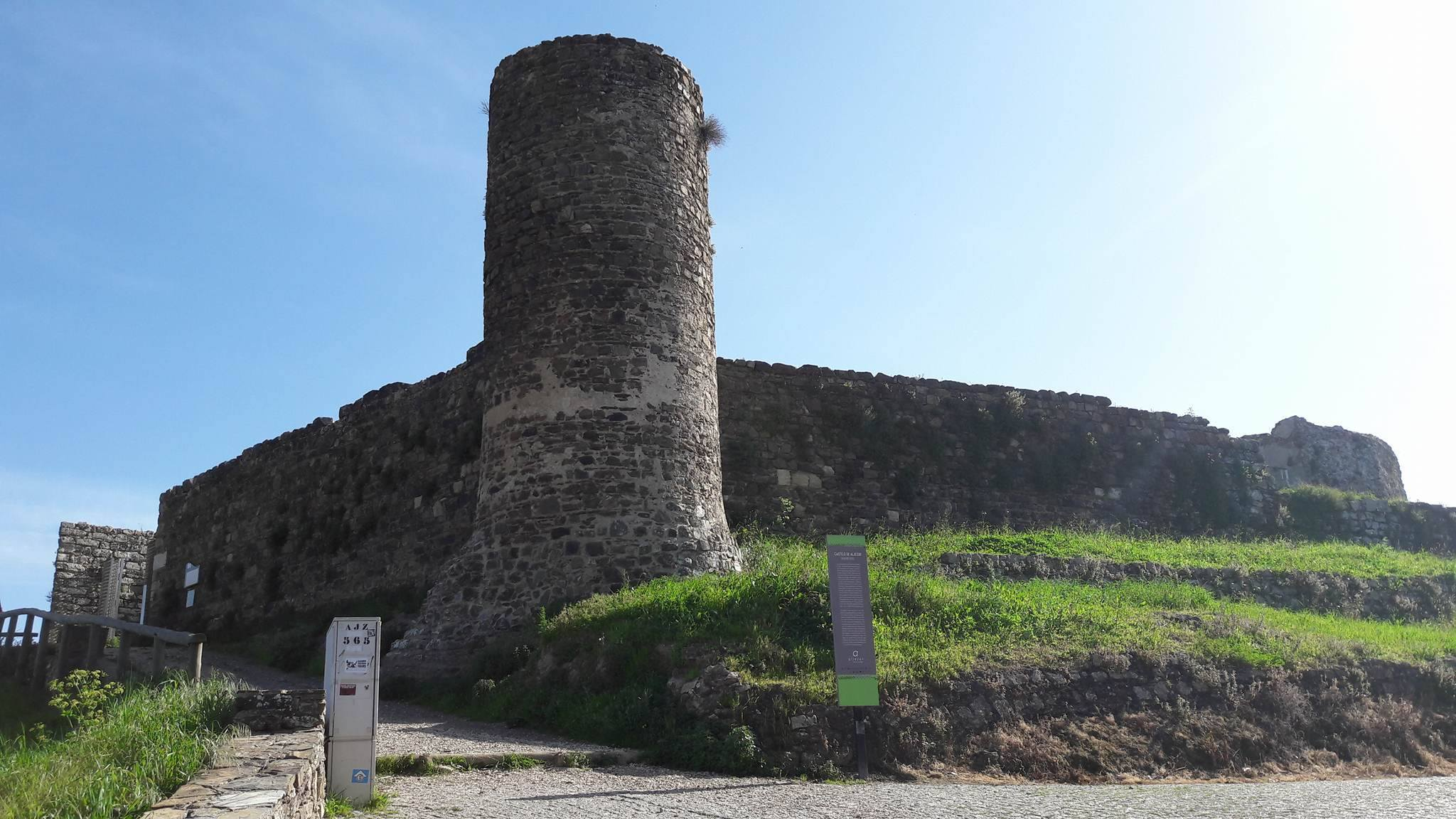
Castelo de Aljezur.

## Descrição e história
Esta estrutura consiste numa pequena fonte de mergulho, situada na estrada que acompanha a ribeira e as encostas no lado poente da vila, na base do contraforte ocidental do cerro do Castelo. A estrutura é em alvenaria de xisto argamassada, sendo a caixa de água de planta rectangular, com uma cobertura em abóbada de canhão. A fachada principal é aberta por um só vão, com um arco abatido, sendo rematada por um frontão curvo, com pontas rectas. Situa-se na Zona de Protecção Especial do Castelo de Aljezur.
A fonte é possivelmente de origem medieval, sendo conhecida principalmente por ser o foco principal em várias lendas, que referem que a fonte estaria ligada ao castelo, através de uma galeria subterrânea. Foi talvez devido à circunstância de estar ligada a estas lendas que ganhou o nome de Fonte das Mentiras. A principal lenda ligada refere que uma princesa moura, apaixonada por um cristão, terá fugido através da fonte, durante a reconquista de Aljezur, em 1249. Desta forma, os guerreiros cristãos descobriram que a fonte levava ao castelo, tendo-a utilizado para entrar furtivamente no castelo, levando à sua conquista.